# Aanpassing (sociologie)
Aanpassing is de verandering in gedrag of handelen om controle te houden over de omgeving. Dit is nodig om het voortbestaan van een samenleving te waarborgen of zelfs het voortbestaan van de mens. Om dit voor elkaar te krijgen, moet de mens over middelen beschikken. Hiertoe worden hulpmiddelen verworven en wordt gewerkt. Het hierbij horende deelsysteem is volgens het AGIL-schema van Parsons de economie. Om aanpassingen in stand te houden, wordt gebruikgemaakt van instituties.
De noodzaak tot aanpassingen kan ontstaan uit wat Ogburn cultuurlag noemde. Dit kan tot spanningen leiden die volgens de anomietheorie van Merton kan resulteren in conformisme, innovatie, ritualisme, terugtrekking en rebellie. De sociale positie is van invloed op de keuze, waarbij de middenklasse vaker voor ritualisme zal kiezen, terwijl de onderste lagen eerder geneigd zijn tot innovatie, wat gewoonlijk wordt gezien als afwijkend gedrag of non-conformisme. Volgens Merton leiden manifeste functies, de bedoelde en erkende bijdrage aan het sociale systeem, tot aanpassing van dat systeem.
Een voorbeeld van aanpassing is culturele assimilatie, waarbij immigranten en minderheidsgroepen door integratie geabsorbeerd worden in de gevestigde gemeenschap.